# Terminator (djur)
För andra betydelser, se Terminator (olika betydelser).
Terminator är ett släkte av steklar. Terminator ingår i familjen brokparasitsteklar.
Kladogram enligt Catalogue of Life:
| Terminator | \| \| Terminator notabilis \| \| \| \| \| \| Terminator orientalis \| \| \| \| |
|            | \| \| Terminator notabilis \| \| \| \| \| \| Terminator orientalis \| \| \| \| |
|            | Terminator notabilis                                                           |
|            |                                                                                |
|            | Terminator orientalis                                                          |
|            |                                                                                |